# Chrysina centralis
Chrysina centralis är en skalbaggsart som beskrevs av Moron 1990. Chrysina centralis ingår i släktet Chrysina och familjen Rutelidae. Inga underarter finns listade i Catalogue of Life.